# David Gottlieb
Pour les articles homonymes, voir Gottlieb.
David I. Gottlieb (né le 14 novembre 1944 à Tel-Aviv ; mort le 6 décembre 2008) est un mathématicien israélien, qui s'est occupé d'analyse numérique.

## Formation et carrière
Gottlieb a pris part à la guerre israélo-arabe de 1967 et il a étudié les mathématiques à l'université de Tel-Aviv, où il obtient son doctorat en 1972, sous la direction de Saül Abarbanel, avec une thèse intitulée High order accuracy finite difference schemes for hyperbolic systems. 
Il était à l'université, le premier doctorant en mathématiques. En tant que chercheur post-doctoral, il est allé au Massachusetts Institute of Technology auprès de Gilbert Strang, où il rencontre Steven Orszag (de), avec qui il a coopéré sur les méthodes spectrales des équations aux dérivées partielles, ce qui a mené à leur ouvrage de 1977. En 1974, il était à l'Institute for Computer Applications in Science and Engineering (ICASE) de la NASA, endroit où plus tard, il est revenu souvent, et à partir de 1976, il a enseigné en tant que Senior Lecturer et à partir de 1982, avec une pleine chaire à l'université de Tel-Aviv, où il siège de 1983 à 1985 au conseil d'administration de la Faculté de Mathématiques. À partir de 1985, il est professeur à l'université Brown, à partir de 1993, professeur Ford Foundation et de 1996 à 1999, président du département de mathématiques appliquées. 

## Travaux
Outre les méthodes spectrales pour les équations aux dérivées partielles, il s'est intéressé aux schémas différentiels d'ordres élevés, au phénomène de Gibbs, à la méthode Perfectly Matched Layer (PML) pour les conditions de bord absorbante de Berenger, à différents problèmes numériques d'hydrodynamique (tels que les méthodes de capture de chocs) et des méthodes de Galerkin. Il avait 22 doctorants.

## Prix et distinctions
En 2008, il est lauréat de la conférence von Neumann (The effect of local features on global expansions). Il était docteur Honoris causa de l'université d'Uppsala (1996) et de l'université Paris-VI (1994) et il est membre de l'Académie nationale des sciences (2007) et de l'Académie américaine des arts et des sciences (2008).
Il a été co-rédacteur en chef du SIAM Journal on Numerical Analysis, du SIAM Journal on Scientific Computing et du Journal of Scientific Computing. En 1989, il fut l'un des fondateurs des Conférences  ICOSAHOM (International Conference on Spectral and Higher Order Methods).

## Vie privée
Il était marié et avait trois enfants. Sa fille Sigal Gottlieb est également mathématicienne, avec laquelle il a écrit un livre.

## Publications
- avec Steven Orszag Numerical analysis of spectral methods: theory and applications, SIAM 1977
- avec J. Hesthaven, Sigal Gottlieb Spectral methods for time dependent problems, Cambridge University Press 2006